# Demeu Zhadrayev
Demeu Zhadrayev (Usharal, 2 de novembro de 1989) é um lutador de estilo greco-romana cazaque.

## Carreira
Demeu ganhou a medalha de prata no evento de 71 kg no Campeonato Mundial de Luta Livre de 2017, realizado em Paris, França.
Em 2018, Zhadrayev ganhou a medalha de prata no evento masculino de 72 kg no Campeonato Asiático de Luta Livre em Bishkek, Quirguistão. Ele também ganhou uma medalha de bronze, em diferentes categorias de peso, neste evento em 2015, 2019 e 2021.
Zhadrayev competiu na categoria masculina de 77 kg nas Olimpíadas de Verão de 2020, realizadas em Tóquio, Japão.
Ele também competiu no Torneio de Qualificação Olímpica de Luta Livre Asiática de 2024 em Bishkek, Quirguistão, e conquistou uma vaga para o Cazaquistão nas Olimpíadas de Verão de 2024 em Paris, França. Ele ganhou a medalha de prata no evento de 77 kg nas Olimpíadas.